# Agrisicula ankistrofer
Agrisicula ankistrofer är en insektsart som beskrevs av Asche 1980. Agrisicula ankistrofer ingår i släktet Agrisicula och familjen sporrstritar.
Artens utbredningsområde är Italien. Inga underarter finns listade i Catalogue of Life.